# Sporting Club d'Escaldes
O Sporting Club d'Escaldes é um clube andorrano com sede na cidade de Escaldes-Engordany. O clube foi fundado em 1997. Os seus jogos em casa são disputados no Estádio Comunal de Aixovall.
A equipa de futebol sénior participou, na época de 2007-2008, na 2ª divisão (Segona Divisió) do Campeonato de Futebol de Andorra, e logo foi extinto.
Em 2025, o youtuber francês, Vinsky360, colocou o Sporting d'Escaldes de volta para as atividades profissionais. Vinsky360 também mantém o Inter Montréal no Canadá e o Vinsky F.C. na França

## Ligações Externas
- Federação de Futebol de Andorra